# Barbitos

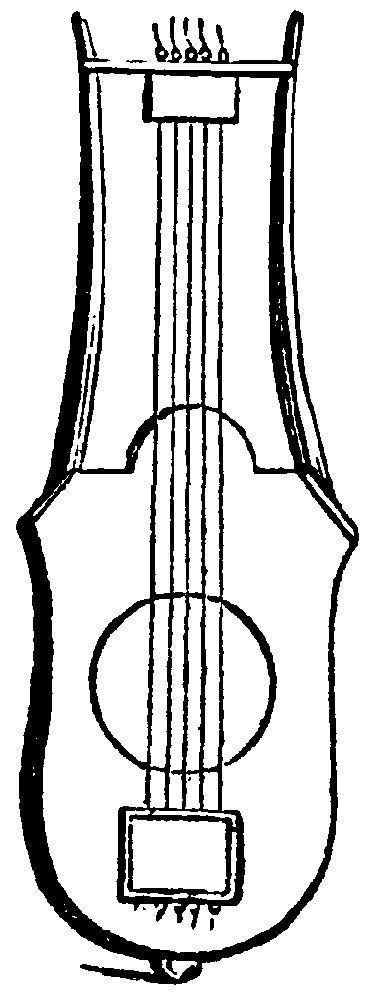
Barbitos enligt Nordisk familjebok.

Barbitos, barbiton var ett stränginstrument som användes i Grekland under antiken.
Meningarna om barbitonens utseende är delade. Tidigare ansågs barbiton var det kithara mycket smala instrument som ofta avbildas i den grekiska antiken. Kathleen Schlesinger framlade dock 1910 hypotesen att namnet barbiton var besläktat med det persisk-arabiska barbat vilket avsåg ett lutliknande instrument. Curt Sachs bestred 1913 Schlesingers teorier.